# Mohelnice (stacja kolejowa)
Mohelnice – stacja kolejowa w Mohelnicy, w kraju ołomunieckim, w Czechach. Stacja znajduje się na wysokości 260 m n.p.m. i leży na linii kolejowej nr 270, będącej częścią trasy łączącej Pragę z Ostrawą.